# Montgó
Montgó är en bergskedja i Spanien.   Den ligger i provinsen Provincia de Alicante och regionen Valencia, i den östra delen av landet, 400 km sydost om huvudstaden Madrid. Arean är 2 092 kvadratkilometer.